# Aviões de guerra iraquianos bombardearam Sardasht

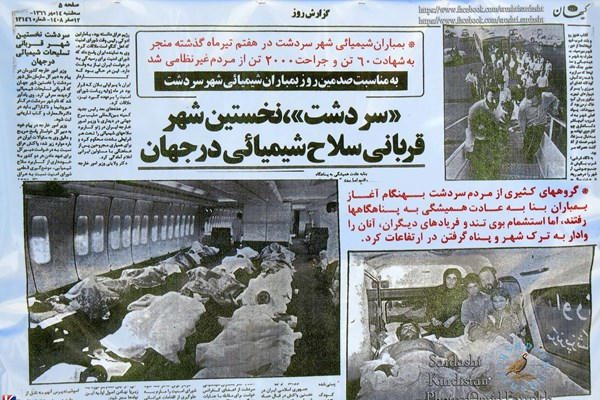
Notícias do bombardeio químico de Sardasht em 1987 em jornal local

Em 28 de junho de 1987, o Iraque lançou bombas de gás mostarda sobre Sardasht, Azerbaijão Ocidental, Irã. Em dois bombardeios separados em quatro áreas residenciais, o ataque matou 130 pessoas e feriu 8 000. Os ataques com gás ocorreram durante a Guerra Irã-Iraque, quando o Iraque frequentemente usava armas químicas contra civis e soldados iranianos.
Em 2006, um quarto dos 20 000 habitantes da cidade ainda sofria de doenças graves devido aos ataques. O filme Walnut Tree (2020) foi inspirado no evento.